# Казахская улица (Казань)
Казахская улица (тат. Казакъ урамы, Qazaq uramı) — улица в историческом районе Адмиралтейская слобода Кировского района Казани.

## География
Пересекается со следующими улицами:
- Большая улица[вд]
- Чистоозёрская улица

## История
Возникла не позднее 2-й половины XIX века. До революции 1917 года носила название улица Маркеловка и относилась к 6-й полицейской части. Во второй половине 1920-х гг. переименована в Матросовскую улицу. Современное название присвоено 20 ноября 1955 года.
На 1939 год на улице имелось около 30 домовладений: №№ 3–25 и 99 по нечётной стороне и №№ 2/99–34/27 по чётной. В середине 1950-х годов часть домов в конце улицы была перенесена в связи с попаданием в зону затопления Куйбышевского водохранилища.
В первые годы советской власти административно относилась к 6-й части города; после введения в городе административных районов относилась к Заречному (с 1931 года Пролетарскому, с 1935 года Кировскому) району.